# 73km駅 (ソチ)
73km駅 (ななじゅうさんきろめーとるえき、ロシア語:73 км) は、ロシアクラスノダール地方ソチにあるロシア鉄道北カフカース鉄道支社の駅である。

## 歴史
- 1918年 - 開業。

## 駅構造
相対式ホーム2面2線を有する地上駅である。駅舎はなくホームの中央部に屋根があるのみで、切符売り場はない。ホームは非常に低く、列車とホームの間に大きな段差が生じる。

## 隣の駅
ロシア鉄道北カフカ―ス鉄道支社
トゥアプセ - ヴェショロエ線
ダゴミス駅 - 73km駅 - ママイカ駅